# Cythereis finmarchica
Cythereis finmarchica är en kräftdjursart som först beskrevs av Georg Ossian Sars 1928.  Cythereis finmarchica ingår i släktet Cythereis och familjen Trachyleberididae. Inga underarter finns listade i Catalogue of Life.